# The best of The Cats
The best of the Cats is een muziekalbum van The Cats uit 1973, tijdens de hoogtijdagen van de band. De elpee verscheen twee jaar later ook op cassette.
De elpee is een verzamelalbum met slechts een beperkt deel van de hits van The Cats. Nummer 1-hits als Lea, Why en Marian staan er bijvoorbeeld niet op.

## Nummers
| Nummer | Naam                      | Geschreven door                           | Duur | Opmerkingen |
| ------ | ------------------------- | ----------------------------------------- | ---- | ----------- |
| A1     | One way wind              | Arnold Mühren                             | 3:36 |             |
| A2     | Take me with you          | Arnold Mühren                             | 3:02 |             |
| A3     | Vaya con Dios             | Larry Russell, Inez James en Buddy Pepper | 3:28 |             |
| A4     | Magical mystery morning   | Arnold Mühren                             | 2:40 |             |
| A5     | Country woman             | Piet Veerman                              | 2:41 |             |
| A6     | I walk through the fields | Cees Veerman                              | 3:56 |             |
| A7     | Lonely nights             | Jaap Schilder                             | 2:08 |             |
| B1     | Let's dance               | Piet Veerman                              | 3:20 |             |
| B2     | Why did you go            | Jaap Schilder en Piet Veerman             | 3:25 |             |
| B3     | There has been a time     | Arnold Mühren                             | 3:47 |             |
| B4     | Irish                     | Theo Klouwer                              | 2:13 |             |
| B5     | Where have I been wrong   | Piet Veerman                              | 5:19 |             |
| B6     | Today                     | Theo Klouwer en John Möring               | 2:57 |             |
| B7     | If you'll be my woman     | Cees Veerman                              | 2:46 |             |